# Хоу Юйчжо
Хоу Юйчжо  (кит.: 侯 玉琢, 14 листопада 1987) — китайська тхеквондистка, олімпійська медалістка.

## Виступи на Олімпіадах
| Олімпіада   | Вагова категорія | Місце |
| ----------- | ---------------- | ----- |
| Лондон 2012 | до 57 кг         | 2     |